# Шахдаг (гекбот, 1726)
«Шахдаг» или «Шах-Дагай»  — гекбот Каспийской флотилии Российской империи, один из гекботов типа «Александр Магнус».

## Описание судна
Парусный трёхмачтовый гекбот с деревянным корпусом, один из 7 гекбота типа «Александр Магнус», строившийся в Казани в 1726 году. Длина судна составляла от 24,38 до 25,91  метра.
Второй из двух гекботов Каспийской флотилии, носивших это наименование, первый из одноименных гекботов был построен в 1723 году.

## История службы
Гекбот «Шахдаг» был заложен на стапеле Нижегородской верфи  и после спуска на воду в 1726 году вошёл в состав Каспийской флотилии России.
С 1728 по 1732 год под командованием гардемарина Г. А. Спиридова выходил в плавания в Каспийское море из Астрахани до персидских берегов.